# Jean-Claude Leblois
 (avril 2015).
Si vous disposez d'ouvrages ou d'articles de référence ou si vous connaissez des sites web de qualité traitant du thème abordé ici, merci de compléter l'article en donnant les références utiles à sa vérifiabilité et en les liant à la section « Notes et références ».
Jean-Claude Leblois, né le 23 juin 1953 à La Geneytouse, est un homme politique français.
Il est le président du conseil départemental de la Haute-Vienne depuis le 2 avril 2015.

## Biographie
Enseignant en lycée professionnel au début de sa carrière, il occupe ensuite des postes en direction d'établissement scolaire. À sa retraite, en 2014, il est principal du collège Jean-Monnet de Châteauneuf-la-Forêt, en Haute-Vienne.
Engagé en politique au sein du Parti socialiste, il est président de la communauté de communes de Noblat avant de devenir maire de la commune de La Geneytouse en 1995, réélu en 2001, 2008 et 2014. Conseiller général du canton de Saint-Léonard-de-Noblat à partir de 2004, il est chef de file de la campagne des socialistes aux élections départementales de 2015 en Haute-Vienne, et à la suite de la victoire de la gauche, succède à la tête de l'institution départementale à Marie-Françoise Pérol-Dumont, qui ne se représentait pas, en écartant par désignation interne le premier secrétaire fédéral du PS, Laurent Lafaye.